# Holleboomkaaszwam
De holleboomkaaszwam (Postia ceriflua, synoniem: Oligoporus cerifluus) is een schimmel uit de familie Dacryobolaceae. De soort komt voor bij naaldbomen. Volgens literatuur is hij bekend van spleten en holten van sterk vermolmde stronken of stammen.

## Kenmerken
De sporen meten 3,7–4,8 × 2,0–2,3 µm.

## Verspreiding
In Nederland komt de holleboomkaaszwam zeldzaam voor.